# Kleinwallstadt
Kleinwallstadt é um município da Alemanha, localizada no distrito de Miltenberg, no estado de Baviera.